# みぞえグループ
みぞえグループは、溝江建設株式会社を中核とする企業グループである。

## 概要
1940年、福岡県飯塚市において木材商として創業した溝江建設がその発祥である。
1957年に住宅開発部を設立し、住宅部門に進出。その後は本格木造注文住宅の『みぞえ住宅』の名で親しまれてきた。「しっかりした造りやねー」「あたしが造ったと」の福岡ローカルCMはおなじみで、創業者である故・溝江スヱコの「そりゃー、女やけん細かい所に気が付きますと」の声は今も多くの人の記憶に残っている。
1979年に関連会社・イクティスを創業するとともにレジャー・アミューズメント事業が本格化していく。さらに1987年には現在の溝江建設に商号を変更。住宅部門、建設・土木部門を軸とした総合建設業への指針を示した。今日では建設・土木、不動産、木造注文住宅、レジャー、都市再開発などへと業容を拡大。福岡県での地場トップクラスの総合建設企業グループとして地元・福岡に密着している。

## 沿革
- 1940年（昭和15年）- 福岡県飯塚市に木材商として創業。
- 1957年（昭和32年）- 住宅開発部門へ進出。
- 1964年（昭和39年）- 株式会社溝江商店設立。
- 1971年（昭和46年）- 溝江木材興業株式会社に商号変更。
- 1974年（昭和49年）- レジャー部門に進出。第1号店を福岡県飯塚市にオープン。
- 1979年（昭和54年）- 溝江建設興業株式会社に商号変更。
- 1987年（昭和62年）- 溝江建設株式会社に商号変更。
- 1992年（平成4年）- 福岡市中央区舞鶴に本社を移転。
- 1999年（平成11年）- 福岡市中央区赤坂に本社を移転。

## グループ企業・関連会社
- 溝江建設株式会社
- 株式会社みぞえ住宅
- 株式会社イクティス
- 株式会社みぞえ
- 株式会社フラワーパーク
- 株式会社みぞえ画廊

## 提供番組

### 現在
- ミラクルヴィーナス（テレビ西日本）
- となりのマイスター（テレビ西日本）

### 過去
- ヴィーナスTV（TVQ九州放送）